# Cryptochironomus diceras
Cryptochironomus diceras är en tvåvingeart som beskrevs av Jean-Jacques Kieffer 1923. Cryptochironomus diceras ingår i släktet Cryptochironomus och familjen fjädermyggor. Inga underarter finns listade i Catalogue of Life.